# Tři Marie

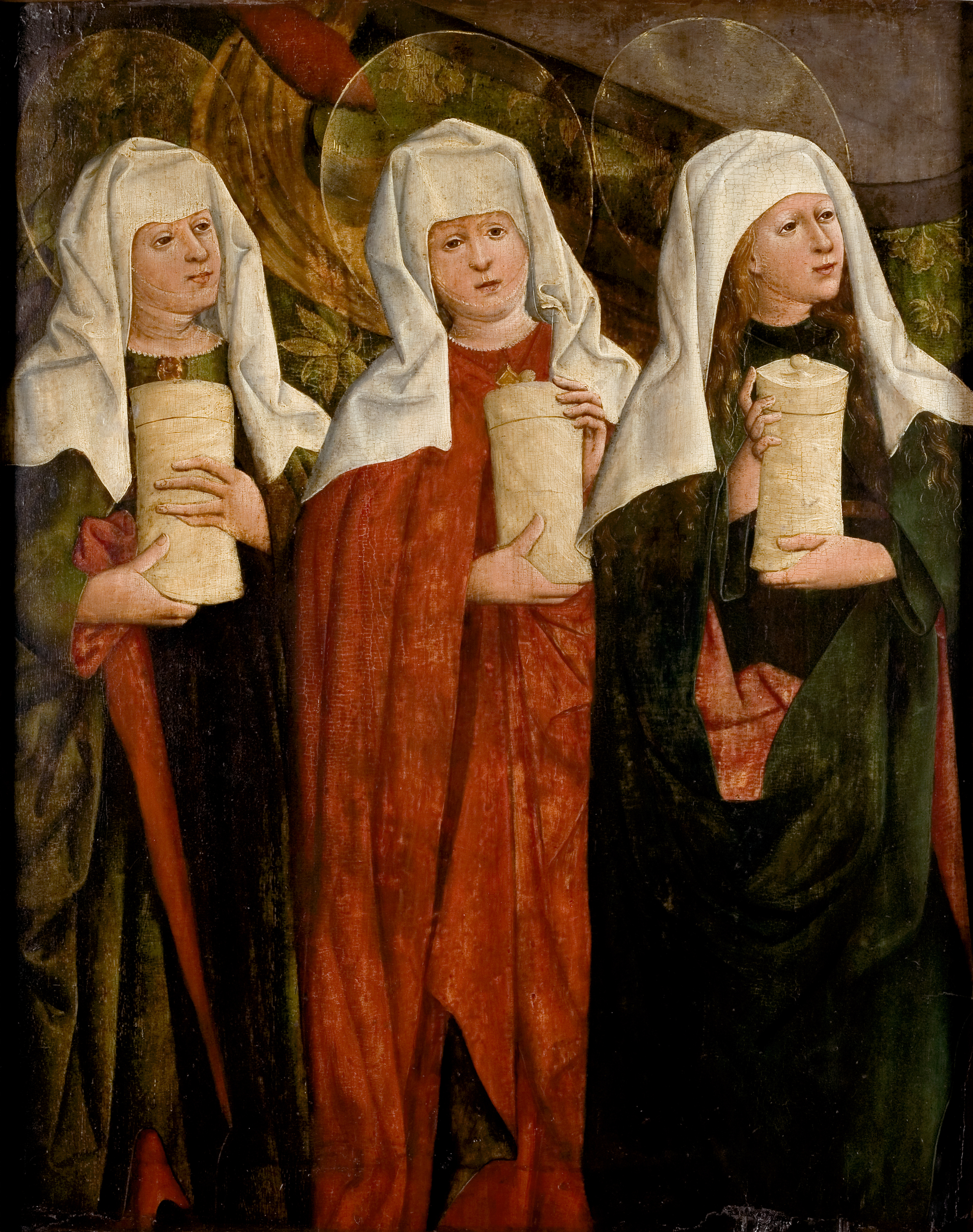
Obraz Tři Marie u hrobu, Mikołaj Haberschrack, 15. století

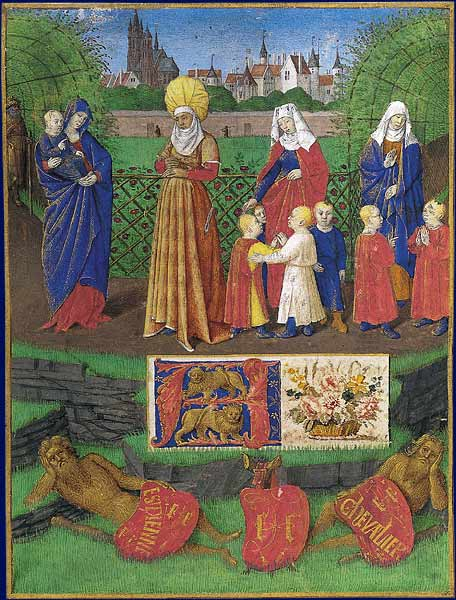
Svatá Anna a její dcery, Tři Marie, Jean Fouquet

Tři Marie (psáno také Marie) jsou ženy zmiňované ve vyprávění kanonických evangelií o Ježíšově ukřižování a zmrtvýchvstání. Marie bylo nejběžnější jméno židovských žen té doby.
Evangelia zmiňují několik žen jménem Marie. V různých obdobích křesťanských dějin byly některé z těchto žen ztotožňovány.
- Maria, matka Ježíšova
- Marie Magdaléna
- Marie Jakubova (matka Jakuba Menšího) – Mt 27, 56 (Kral, ČEP); Mk 15, 40 (Kral, ČEP); Lk 24, 10 (Kral, ČEP)
- Marie Kleofášova – Jan 19, 25 (Kral, ČEP), někdy ztotožňovaná s Marií Jakubovou
- Marie z Betánie – Lk 10, 38–42 (Kral, ČEP); Jan 12, 1–3 (Kral, ČEP), o níž není zmínka v žádném dokumentu o ukřižování nebo zmrtvýchvstání

Další ženou, která se objevuje ve vyprávěních o ukřižování a vzkříšení, je Salome, která je v některých tradicích označována jako Marie Salome a označována za jednu z Marií. Dalšími ženami zmiňovanými ve vyprávěních jsou Johana a matka synů Zebedeových. 
Různé skupiny tří žen byly označovány jako Tři Marie:
- Tři Marie přítomné při Ježíšově ukřižování;
- Tři Marie u Ježíšova hrobu o Velikonoční neděli;
- Tři dcery svaté Anny, všechny se jmenovaly Marie.

## Tři Marie při ukřižování
Hlavní článek: Ženy při ukřižování

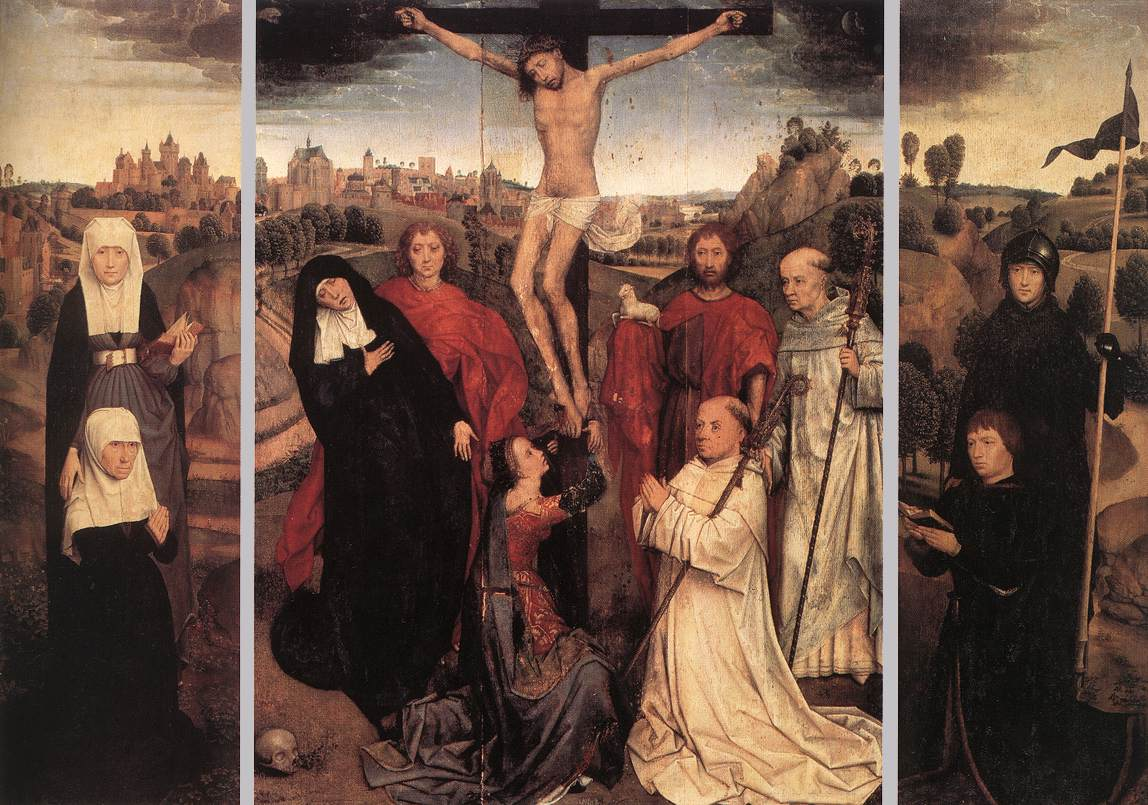
Ženy u Ježíšova ukřižování, autor Hans Memling

Přítomnost skupiny Ježíšových učednic u Ježíšova ukřižování se objevuje ve všech čtyřech evangeliích Nového zákona. Rozdíly v paralelních líčeních vedly k různým výkladům toho, kolik a které ženy byly přítomny. V některých tradicích, jejichž příkladem je irská píseň Caoineadh na dTrí Muire, jsou to tři Marie, o nichž se Janovo evangelium zmiňuje jako o přítomných při Ježíšově ukřižování:
- Maria, Ježíšova matka
- Marie Magdaléna
- Marie Kleofášova

Tyto tři ženy jsou velmi často zobrazovány v umění, například na El Grecově obraze Zbavení Krista šatů.
Jiná evangelia než Janovo se nezmiňují o přítomnosti Ježíšovy matky ani Marie Kleofášovy. Místo toho uvádějí jména Marie Jakubovy (Marek a Matouš), Salome (Marek) a matky synů Zebedeových (Matouš). 
To vedlo některé k výkladu, že Marie Jakubova (matka Jakuba Menšího) je Marie Kleofášova a také „Marie, sestra jeho matky“, a že (Marie) Salome je matkou synů Zebedeových.

## Tři Marie u hrobu

Ikona Tří Marií v klášteře Nea Moni na ostrově Chios (1100 n. l.)

Toto jméno se používá pro skupinu tří žen, které přišly k Ježíšovu hrobu. V pravoslaví patří mezi myrofory, což je skupina, která tradičně zahrnuje mnohem větší počet lidí. Všechna čtyři evangelia se zmiňují o ženách, které šly k Ježíšovu hrobu, ale pouze Marek – Mk 16, 1 (Kral, ČEP) uvádí tři, které podle této tradice nesou jméno Marie:
- Marie Magdaléna
- Marie Kleofášova
- Marie Salome

Ostatní evangelia uvádějí různé údaje o počtu a totožnosti žen, které navštívily hrob: 
- Jan 20, 1 (Kral, ČEP) zmiňuje pouze Marii Magdalénu, ale uvádí ji v množném čísle a v Jan 20, 2 (Kral, ČEP) říká: „Nevíme, kam ho položili“.
- Mt 28, 1 (Kral, ČEP) říká, že Marie Magdaléna a „ta druhá Marie“ se šly podívat na hrob.
- Lk 24, 10 (Kral, ČEP) mluví o Máří Magdaléně, Johaně a Marii Jákobově a dodává „ostatní ženy“, když předtím uvedl – Lk 23, 55 (Kral, ČEP), že při Ježíšově pohřbu „ženy, které s ním přišly z Galileje, ... viděly hrob a jak bylo jeho tělo uloženo“.

Římské martyrologium připomíná Marii Magdalénu 22. července. Dne 24. dubna připomíná „Marii Kleofášovu a Salome, které spolu s Marií Magdalskou přišly velmi časně ráno o Velikonocích ke hrobu Páně, aby pomazaly jeho tělo, a jako první uslyšely zprávu o jeho zmrtvýchvstání.“

### Ženy u hrobu v umění

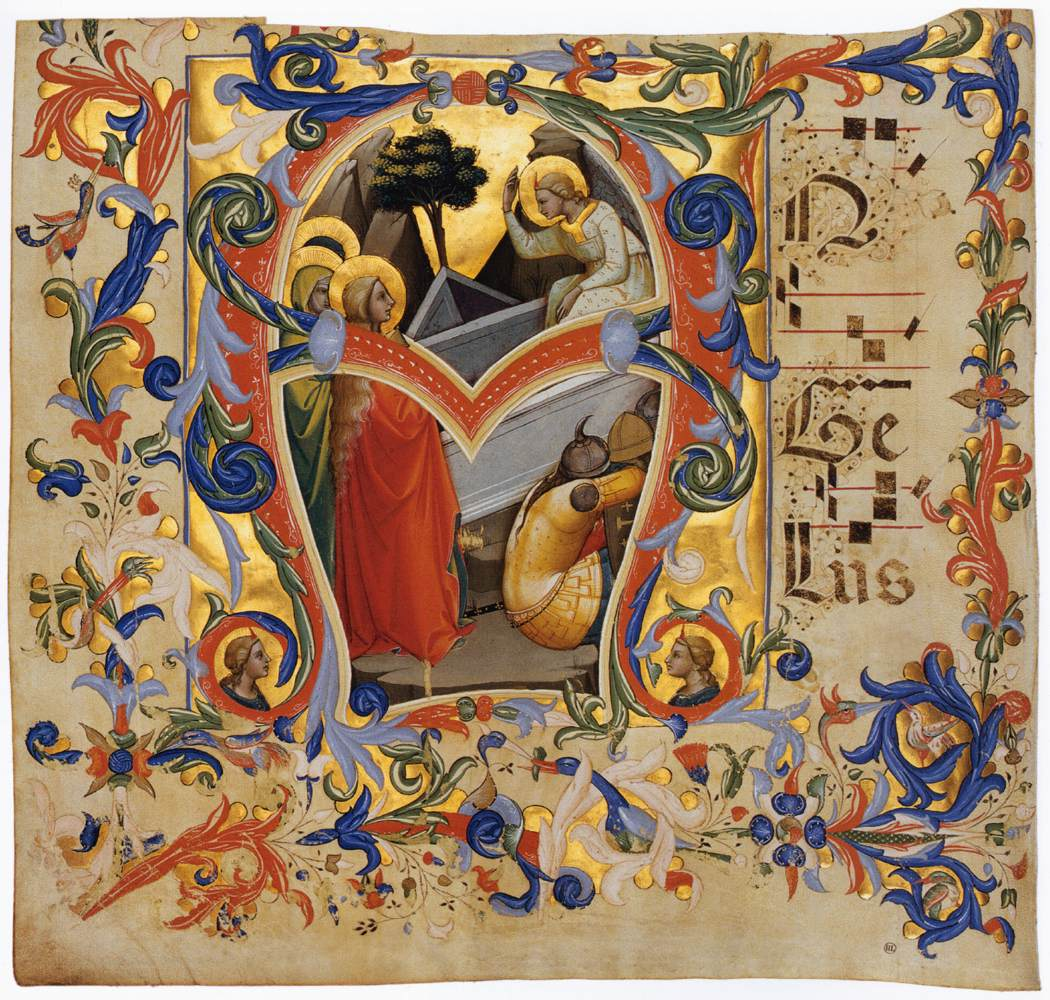
Lorenzo Monaco, Tři Marie u hrobu (rukopisná iluminace antifonáře z roku 1396)

Pravděpodobně nejstarším známým vyobrazením tří žen, které navštívily Ježíšův hrob, je poměrně velká freska v kostele Dura Európos ve starověkém městě Dura Európos na Eufratu. Freska byla namalována ještě před dobytím a opuštěním města v roce 256 n. l., ale právě od 5. století se pravidelně objevují vyobrazení dvou nebo tří žen, které se blíží k hrobu střeženému andělem, a stávají se standardním zobrazením Zmrtvýchvstání. Jejich používání pokračuje i po roce 1100, kdy se na vyobrazeních Ježíšova Zmrtvýchvstání v křesťanském umění začal objevovat sám vzkříšený Kristus. Příkladem je Melisendin žaltář a Tři Marie u hrobu Petera von Cornelius. Na východních ikonách se nadále zobrazují buď nositelky myrhy, nebo sestup Krista do pekla.
Velikonoční hymnus „O filii et filiae“ z 15. století se vztahuje na tři ženy, které šly o velikonočním ránu ke hrobu, aby pomazaly Ježíšovo tělo. Původní latinská verze hymnu označuje tyto ženy jako Marii Magdalénu (Maria Magdalene) a Marii Josefovu (et Iacobi).

### Legenda ve Francii
Podle středověkého legendárního vyprávění byly Marie Magdaléna, Marie Jakubova a Marie Salome, Markovy Tři Marie u hrobu nebo Marie Magdaléna, Marie Kleofášova a Marie Salome, se svatou Sárou, služebnou jedné z nich, součástí skupiny, která po cestě ze Svaté země přistála u Saintes-Maries-de-la-Mer v Provence. Do této skupiny někdy patří i Lazar, který se stal biskupem v Aix-en-Provence, Marie z Betánie, jeho sestra, a Josef z Arimatie. Usadili se v Saintes-Maries-de-la-Mer, kde jsou jejich ostatky středem zájmu pouti do Saintes-Maries-de-la-Mer. Svátek Tří Marií se slavil především ve Francii a Itálii a karmelitánský řád jej přijal do své liturgie v roce 1342.
V kostele v Saintes Maries de la Mer jsou údajně uloženy jejich ostatky. 

### Procesní sochy na Velký pátek

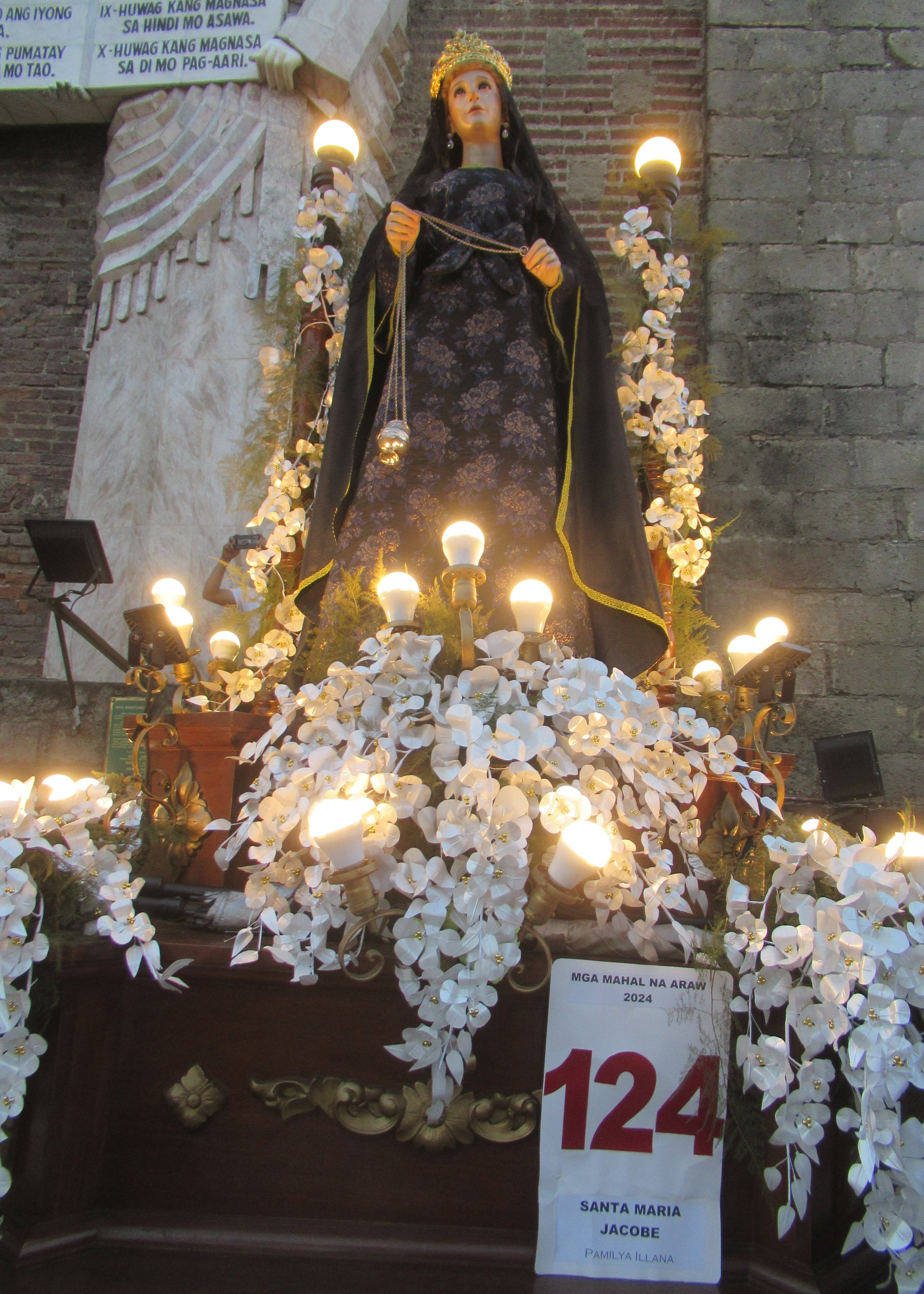
Svatá Marie Jakubova (Velkopáteční procesí v roce 2024, Filipíny)

V různých katolických zemích, zejména ve Španělském království, na Filipínách a v zemích Latinské Ameriky, se při velkopátečních procesích nesou obrazy tří Marií (španělsky Tres Marías), které jsou spojeny s hrobem a označují se slovem Penitencia (španělsky) nebo Panatà (filipínsky úkon vykonaný jako splnění slibu). Nesou atributy nebo ikonické doplňky, které jsou většinou vyjmenovány takto:
- Marie Kleofášová (někdy se střídá s Marií Jakubovou) – drží koště[15]
- Marie Salome – drží kadidelnici nebo kadidlo[16]
- Marie Magdaléna – drží alabastrový kalich nebo nádobu.[17]

Panna Maria do této skupiny nepatří, protože její titul Mater Dolorosa je vyhrazen jedinečnému privilegiu v procesí.
Běžná zbožná praxe někdy střídá Marii Salome s Jakubem, a to kvůli rozšířenému přesvědčení, že Salome, v této době starší osoba, by neměla energii dojít ke Kristovu hrobu ráno v den vzkříšení, ačkoli byla přítomna ukřižování.

## Tři dcery svaté Anny

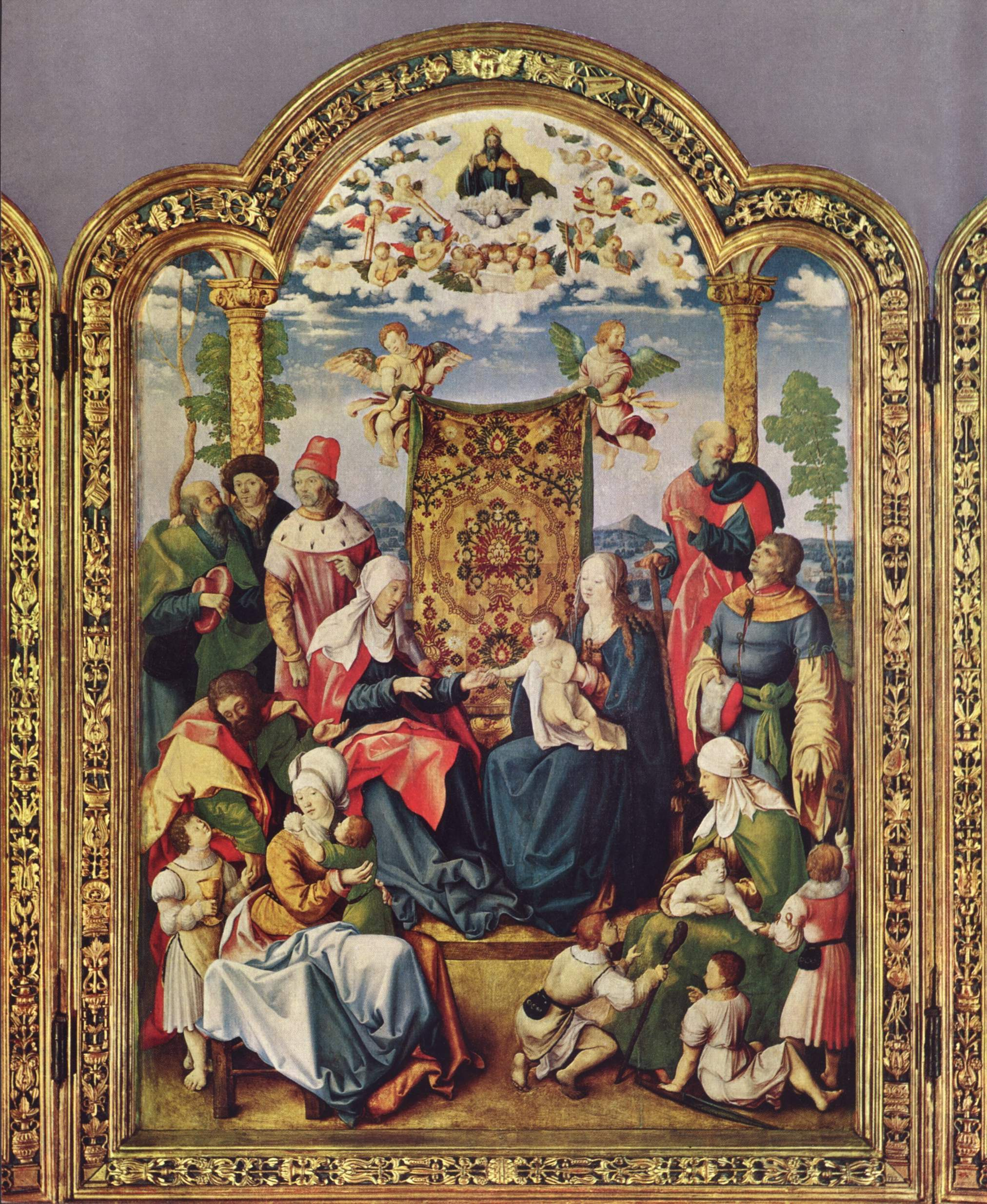
Obraz Wolfa Trauta Svaté příbuzenstvo (1514): Anna se svými třemi dcerami, manželem a jejich vnoučaty

Podle legendy, kterou v polovině 9. století předložil Haimo z Auxerre, ale kterou Tridentský koncil odmítl, měla svatá Anna s různými manžely tři dcery, které všechny nesly jméno Marie a které jsou označovány jako Tři Marie:
- Marie (Ježíšova matka)
- Marie Kleofášova
- Salome, v této tradici nazývaná Marie Salome (stejně jako v tradici tří Marií u hrobu)

Žádná z těchto tří Marií není podle hypotézy Marií Magdalénou.
Toto vyprávění bylo zahrnuto do Zlaté legendy Jacoba de Voragine, sepsané kolem roku 1260.
O tom napsal Jean de Venette kolem roku 1357 dlouhou veršovanou báseň ve francouzštině. Báseň se dochovala v rukopise z poloviny 15. století na pergamenu, který obsahuje 232 stran psaných ve sloupcích. Nadpisy jsou vyvedeny červeně a iluminovány zlatě. Zdobí ji sedm miniatur v monochromní šedé barvě.
Po několik staletí byla v náboženském umění v Německu a v Nizozemsku často zobrazována svatá Anna se svými manžely, dcerami, zetěmi a vnuky jako skupina známá jako svaté příbuzenstvo.

## Další interpretace
Kniha The Three Marys (Tři Marie) od Alexandra Moodyho Stuarta, poprvé vydaná v roce 1862 a znovu vydaná společností Banner of Truth Trust, Edinburgh, 1984, je studií o Marii z Magdaly, Marii z Betánie a Marii z Nazareta.
Ve španělsky mluvících zemích se asterismus Orionova pásu nazývá Las Tres Marías (Tři Marie). V jiných západních zemích se mu někdy říká „Tři králové“, což je odkaz na Matoušovo evangelium, kde jsou mudrci zobrazováni jako králové a jako tři, kteří nesou dary pro malého Ježíše.